# Fluminense Futebol Clube (Salvador)
Pour les articles homonymes, voir Fluminense Futebol Clube.
Le Fluminense Futebol Clube était un club brésilien de football basé à Salvador dans l'État de Bahia.

## Palmarès
- Championnat de Bahia :
  - Champion : 1913, 1915